# Au-delà de la pénétration
 (juillet 2023).
Au-delà de la pénétration est un essai écrit par Martin Page publié en 2018. Page aborde des questions de sexualité autour de la pénétration vaginale.

## Sujet
Télérama qualifie l'essai de « féministe », et indique qu'il s'agit d'une réflexion où l'auteur aborde diverses questions, notamment sur la nécessité de la pénétration en tant que « passage obligé » durant une relation sexuelle, sur l'existence d'autres formes de plaisir, sur ce qu'en pensent les femmes.
Selon L'Humanité, l'essai « parle sans tabou de sexe, de pratiques et de domination masculine », et soulève des questions de société, de politique, car l'auteur estime très influent l'organisation patriarcale de la société et ce qui en découle : le capitalisme et le profit financier. D'après L'Humanité, cela est illustré par la pornographie, qui fait des bénéfices en exploitant cet archétype.

## Parcours
Toutes les maisons d'éditions avaient en réalité refusé d'éditer ce livre. Ayant déjà fondé sa propre micro maison d'édition, Martin Page a alors sorti son livre en 2018 à travers Monstograph. Il s'est vendu à plus de 2 000 exemplaires en un mois, et est maintenant connu du jeune public[réf. nécessaire]. 
De plus, on peut le retrouver en format classique, en livre de poche mais aussi en ebook[réf. nécessaire].
Selon L'Humanité, le livre a été édité une seconde fois en 2020 aux éditions Le Nouvel Attila, et il est alors « devenu un succès de librairie ». Cet essai, qui remet en question la pénétration sexuelle, a été ensuite adapté au théâtre par  Yves Heck, avec Isabelle Deffin et  Thierry Illouz . Le spectacle est repris à Paris en mars 2025 au Théâtre de la Concorde.

## La forme du livre
C'est un livre de 160 pages qui se découpe en 4 parties. 
Dans la première partie, l'auteur explique d'abord ce qui l'a poussé à écrire ce livre, à réfléchir sur  la notion de pénétration et plus encore, sur ce qu'elle en dit. Il questionne alors la place de la pénétration par rapport à la place de la femme vis-à-vis de l'homme, ou encore la place de l'homme vis-à-vis de la femme. Il fait ainsi un parallèle en la sexualité et la société et la politique.
Dans la seconde partie, il fait ce qu'il appelle une « introduction aux propos sur la pénétration ». C'est une courte partie dans laquelle Martin Page parle du titre de son livre en lui-même.
La troisième partie, « Propos sur la pénétration » est entièrement consacrée à divers témoignages anonymes pour la plupart. Il y a des femmes et des hommes, cisgenre ou transgenre. On y trouve des témoignages découlant de traumatismes, de bonnes expériences, d'expériences étonnantes.
La dernière partie s'intitule « Notes sur la musique ». On n'est pas là sur la place de la musique dans le sexe, mais sur la place du sexe dans la musique. En effet, il cite quelques exemples de chansons majoritairement anglophones en raison de l'absence de paroles à caractère sexuel dans les chansons francophones.